# Kawhi Leonard
Kawhi Anthony Leonard (Riverside, Califòrnia, 29 de juny de 1991) és un jugador de bàsquet nord-americà que juga als Los Angeles Clippers de l'NBA a la posició d'aler. Va jugar dues temporades a San Diego State University abans de ser escollit al 15è lloc del Draft del 2011 pels Indiana Pacers i els seus drets van ser transferits aquella mateixa nit als San Antonio Spurs a canvi de George Hill.
El 15 de juny de 2014, Leonard es va proclamar campió de l'NBA amb els San Antonio Spurs, sent nomenat MVP de les Finals. La temporada següent va ser escollit millor defensor de la lliga i va ser escollit jugador titular al partit de l'All Star. Després de set temporades als Spurs, Leonard fou transferit als Toronto Raptors l'estiu del 2018.

## Biografia
Leonard va néixer al sud de Califòrnia, fill de Mark i Kim Leonard. El seu pare era l'amo d'un negoci de rentada de cotxes a Compton (comtat de Los Angeles, Califòrnia). El 18 de gener de 2008 el seu pare va ser assassinat a trets en presència del mateix Leonard, i el seu assassí encara segueix sense ser descobert.

## Trajectòria esportiva

### Universitat
Va jugar durant dues temporades amb els Aztecs de la Universitat Estatal de Sant Diego, amb els quals va sumar una mitjana de 14,1 punts, 10,3 rebots i 2,2 assistències per partit. A la seva primera temporada va ser titular en 33 dels 34 partits aconseguint 17 dobles-dobles i liderant la Mountain West Conference en rebots. El seu millor partit va ser davant Cal State Fullerton, aconseguint 23 punts i 18 rebots. Va ser triat novell de l'any de la conferència i inclòs en el primer equip d'aquesta, la primera vegada en la història de la MWC que un freshman apareix en el millor quintet.
En la seva segona temporada va acabar en la quarta posició de tot el país en dobles-dobles amb un total de 23. Va ser triat de nou en el millor quintet de la conferència, i inclòs per Associated Press al segon quintet del All-American i al segon equip consensuat. A l'abril de 2011 va anunciar la seva intenció de renunciar als dos anys que li quedaven com a universitari per presentar-se al draft de l'NBA.

### NBA

#### San Antonio Spurs
Va ser triat en la quinzena posició del Draft de l'NBA de 2011 pels Indiana Pacers, però va ser traspassat la mateixa nit del draft als San Antonio Spurs juntament amb l'elecció 42, Dāvis Bertāns i els drets sobre Erazem Lorbek a canvi de George Hill. El 2012, en la seva primera temporada, Kawhi Leonard va aconseguir ser el líder en recuperacions de pilota dels San Antonio Spurs en una temporada regular, a més d'aparèixer al quintet ideal de rookies de la temporada.
En la següent temporada, es consolida com a titular, aconseguint una mitjana de 11,9 punts i 6 rebots per partit. A més, millora la seva contribució en playoffs, i tingué un paper fonamental perquè San Antonio Spurs arribi a les finals de l'NBA. Tot i això, no aconseguiran el títol en una sèrie a 7 partits en que cauen contra els Miami Heat de Lebron James.

##### L'anell amb els Spurs (2014)
El 15 de juny de 2014, els Spurs es proclamen campions de l'NBA per cinquena vegada després de vèncer a les finals a Miami Heat, amb un resultat global de 4-1 a la sèrie. Kawhi va ser nomenat MVP de les Finals, convertint-se en el sisè jugador de la història a endur-se el guardó sense haver participat en cap All-Star prèviament. Les seves mitjanes van ser de 17,8 punts i 6,4 rebots per partit, encistellant el 61% dels seus tirs de camp (58% en triples). Amb 22 anys, es converteix el segon MVP de les finals més jove de la història després de Magic Johnson, que va aconseguir el guardó amb 20 i amb 22 anys.
En el tercer partit de la sèrie va aconseguir la màxima anotació de la seva carrera fins a la data amb 29 punts (10/13 TC, 3/6 T3, 6/7 TL) signant un espectacular partit i ajudant a posar al seu equip amb avantatge en les finals, 2-1.

##### Les temporades després de l'anell amb San Antonio Spurs
Després d'aconseguir el títol de l'NBA el 2014, es consolida com a jugador franquicia dels Spurs. L'any següent, el 2015, Leonard obté el guardó de millor defensor de l'any, essent també lider en recuperacions de pilota de tota la lliga (2,3 per partit). Als playoffs, però, cauen en primera ronda davant Los Ángeles Clippers.
La temporada 2015-2016, amb l'arribada de Lamarcus Aldridge a l'equip, fan una gran temporada regular amb 67 victòries. A més, Leonard és escollit per primera vegada com a All-Star i torna a obtenir el guardó de millor defensor de l'any.
La següent temporada, els Spurs arriben a les finals de la conferència oest, però Leonard cau lesionat en el primer partit de la sèrie davant els Warriors, després d'una topada amb Zaza Pachulia.

##### Lesió i fitxatge pels Toronto Raptors
La temporada següent, la 2017-2018, es veu marcada per la lesió que es produí als playoffs. Leonard només juga 9 partits de temporada regular i els rumors entorn la seva recuperació i discrepàncies respecte al tractament deterioren la seva relació amb la franquícia. Finalment, Leonard demana el traspàs i, l'estiu del 2018, marxa cap a Toronto juntament amb Danny Green a canvi de Demar DeRozan, Jakob Pöltl i una elecció de primera ronda del draft del 2019.

#### Toronto Raptors
En la seva primera temporada a l'equip canadenc, Leonard esdevé una peça clau i permet als Raptors arribar a la final de l'NBA en que juguen davant els Golden State Warriors.

## Estadístiques de la seva carrera
| † | Denota temporada en la qual Leonard va guanyar un Campionat de l'NBA |
|   | Líder de la lliga                                                    |

### Temporada regular
| Any     | Equip       | PJ  | PT  | MPP  | %TC  | %3   | %TL  | RPP | APP | ROB | TPP | PPP  |
| ------- | ----------- | --- | --- | ---- | ---- | ---- | ---- | --- | --- | --- | --- | ---- |
| 2011-12 | San Antonio | 64  | 39  | 24.0 | .493 | .376 | .773 | 5.1 | 1.1 | 1.3 | .4  | 7.9  |
| 2012-13 | San Antonio | 58  | 57  | 31.2 | .494 | .374 | .825 | 6.0 | 1.6 | 1.7 | .6  | 11.9 |
| 2013-14 | San Antonio | 66  | 65  | 29.1 | .522 | .379 | .802 | 6.2 | 2.0 | 1.7 | .8  | 12.8 |
| 2014-15 | San Antonio | 64  | 64  | 31.8 | .479 | .349 | .802 | 7.2 | 2.5 | 2.3 | .8  | 16.5 |
| 2015-16 | San Antonio | 72  | 72  | 33.1 | .506 | .443 | .874 | 6.8 | 2.6 | 1.8 | 1.0 | 21.2 |
| 2016-17 | San Antonio | 74  | 74  | 33.4 | .485 | .380 | .880 | 5.8 | 3.5 | 1.8 | .7  | 25.5 |
| Total   | Total       | 398 | 371 | 30.5 | .495 | .388 | .847 | 6.2 | 1.8 | 1.8 | .7  | 16.4 |

### Playoffs
| Any   | Equip       | PJ | PT | MPP  | %TC  | %3   | %TL  | RPP | APP | ROB | TPP | PPP  |
| ----- | ----------- | -- | -- | ---- | ---- | ---- | ---- | --- | --- | --- | --- | ---- |
| 2012  | San Antonio | 14 | 14 | 27.1 | .500 | .450 | .813 | 5.9 | .6  | 1.2 | .4  | 8.6  |
| 2013  | San Antonio | 21 | 21 | 36.9 | .545 | .390 | .633 | 9.0 | 1.0 | 1.8 | .5  | 13.5 |
| 2014† | San Antonio | 23 | 23 | 32.0 | .510 | .419 | .736 | 6.7 | 1.7 | 1.7 | .6  | 14.3 |
| 2015  | San Antonio | 7  | 7  | 35.7 | .477 | .423 | .771 | 7.4 | 2.6 | 1.1 | .6  | 20.3 |
| Total | Total       | 65 | 65 | 32.9 | .515 | .417 | .721 | 7.4 | 1.3 | 1.6 | .5  | 13.5 |

## Personal
Les mans de Leonard són de les més grans de l'NBA, obertes mesuren 28.6 cm des de la punta del dit polze fins a la punta del dit menovell, més extenses que els 24 cm de diàmetre que mesura una pilota oficial de bàsquet. A causa de les seves enormes mans és sobrenom de The Claw (en català: La grapa).

## Premis i distincions
- 2x Campió de l'NBA (2014, 2019)
- 2x MVP de les Finals de l'NBA (2014, 2019)
- 3x NBA All-Star (2016, 2017, 2019)
- 2x Millor Defensor de l'NBA (2015, 2016)
- 2x Millor Quintet de l'NBA (2016, 2017)
- Segon Millor Quintet de l'NBA (2019)
- Millor Quintet de Rookies (2012)
- 3x Millor Quintet Defensiu (2015, 2016, 2017)
- 2x Segon Millor Quintet Defensiu (2014, 2019)
- Líder en recuperacions de pilota (2015)